# Paedophryne
A Paedophryne a kétéltűek (Amphibia) osztályába, valamint a békák (Anura) rendjébe és a szűkszájúbéka-félék (Microhylidae) családjába tartozó nem. A nembe tartozó mind a hét faj a legkisebb ismert gerincesek közé tartozik.

## Előfordulásuk
A nembe tartozó fajok a Pápua Új-Guinea endemikus fajai.

## Rendszerezés
A nembe az alábbi fajok tartoznak:
- Paedophryne amauensis Rittmeyer, Allison, Gründler, Thompson & Austin, 2012
- Paedophryne dekot Kraus, 2011
- Paedophryne kathismaphlox Kraus, 2010
- Paedophryne oyatabu Kraus, 2010
- Paedophryne swiftorum Rittmeyer, Allison, Gründler, Thompson & Austin, 2012
- Paedophryne titan Kraus, 2015
- Paedophryne verrucosa Kraus, 2011